# Thomas Wagner (Moderator)
Thomas Wagner (* 23. August 1971 in Mayen) ist ein deutscher Sportmoderator.

## Leben und Wirken
Thomas Wagner wurde in Mayen geboren und wuchs in Bell (bei Mendig) auf. Aktiver Fußballer war er seit 1988 bei der Spvgg Andernach.
Nach dem Abitur erhielt Wagner eine zweijährige Journalistenausbildung beim Radiosender Radio Andernach und kommentierte in dieser Funktion u. a. von den Olympischen Winterspielen in Albertville (1992). 2000 kam er zum Fernsehsender Sky Deutschland (ehem. Premiere) und war dort als Moderator, Interviewer und Kommentator für die Fußball-Bundesliga, die UEFA Champions League, UEFA Europa League, die Deutsche Eishockey Liga (DEL) und die Tennisübertragungen aus Wimbledon tätig.
Er berichtete außerdem von der Fußball-WM 2006 und Eishockey- und Handball-Weltmeisterschaften.
2017 wechselte Wagner zur RTL Gruppe. Dort moderiert er die Spiele rund um die UEFA Europa League, die Nationalmannschaft sowie bis 2021 das Fußball-Format „100% Bundesliga“, zusammen mit Laura Wontorra.
Im Januar 2021 brachte Wagner, gemeinsam mit dem Autor und Moderator Ralf Friedrichs, das Buch „Die Fußball-Thekenphilosophen“ heraus, das die Leidenschaft für Fußball und die Geschichten hinter dem Sport beleuchtet. Seit 2021 ist Wagner neben seiner Tätigkeit bei RTL und MagentaTV auch wieder für seinen früheren Arbeitgeber Sky tätig.
Im Rahmen der Fußball-Europameisterschaft 2021 war Wagner Stadionmoderator bei den deutschen Spielen für MagentaTV.
Während der Olympischen Winterspiele 2022 in Peking war er für Eurosport im Einsatz und berichtete im selben Jahr für MagentaTV von der FIFA-Weltmeisterschaft 2022 in Katar. Auch bei der UEFA-Europameisterschaft 2024 in Deutschland und den Olympischen Spielen in Paris 2024 war Wagner in seiner Rolle als Sportreporter für MagentaTV, RTL und Eurosport dabei.
Neben seiner Tätigkeit im Sportbereich hat Wagner sich auch auf gesellschaftliche und politische Themen spezialisiert. So moderierte er im Wechsel mit seinem Kollegen Jan Stecker während der Bundestagswahlkämpfe 2009 und 2013, Veranstaltungen mit der damaligen Bundeskanzlerin Angela Merkel (CDU) und begleitete sie bei 35 Auftritten. 
Er moderiert für Unternehmen wie die Deutschen Telekom, Adidas, VW, Land Rover und Nike. 